# Juárez (Texas)
Juárez es un lugar designado por el censo ubicado en el condado de Cameron en el estado estadounidense de Texas. En el Censo de 2010 tenía una población de 1.017 habitantes y una densidad poblacional de 1.983,16 personas por km².

## Geografía
Juárez se encuentra ubicado en las coordenadas 26°12′3″N 97°43′47″O / 26.20083, -97.72972. Según la Oficina del Censo de los Estados Unidos, Juárez tiene una superficie total de 0.51 km², de la cual 0.51 km² corresponden a tierra firme y (0 %) 0 km² es agua.

## Demografía
Según el censo de 2010, había 1.017 personas residiendo en Juárez. La densidad de población era de 1.983,16 hab./km². De los 1.017 habitantes, Juárez estaba compuesto por el 89.38 % blancos, el 0 % eran afroamericanos, el 0.29 % eran amerindios, el 0.2 % eran asiáticos, el 0 % eran isleños del Pacífico, el 9.83 % eran de otras razas y el 0.29 % pertenecían a dos o más razas. Del total de la población el 96.85 % eran hispanos o latinos de cualquier raza.